# Éder Álvarez Balanta
Éder Fabián Álvarez Balanta (Bogotà, 28 febbraio 1993) è un calciatore colombiano, difensore o centrocampista dell'América de Cali.

## Caratteristiche tecniche
È un difensore roccioso che fa dell'esplosività una delle sue armi migliori. Sinistro di piede, oltre la posizione di difensore centrale, può ricoprire anche il ruolo di terzino sinistro.

## Carriera

### Club
Ha esordito con il River Plate il 4 aprile 2013 nella gara contro il Racing Club, partita terminata con una vittoria per 2 a 0 per i Millonarios. Alla fine della stagione, raccoglie 9 presenze con due reti, di cui la prima siglata il 22 aprile 2013 contro il Godoy Cruz. Nella seconda stagione, diventa un titolare del River Plate, raccogliendo 29 presenze in campionato.

### Nazionale

#### Nazionali giovanili
Nel 2013 vince con la nazionale colombiana Under-20 il campionato sudamericano 2013 e partecipa al Mondiale Under-20 2013.

#### Nazionale Maggiore
Debutta con la nazionale colombiana il 5 marzo 2014 nell'amichevole contro la Tunisia. Convocato per la fase finale del mondiale brasiliano, fa il suo esordio nella manifestazione il 24 giugno 2014, nella convincente vittoria 4-1 sul Giappone.

## Statistiche

### Presenze e reti nei club
Statistiche aggiornate al 16 maggio 2020.
| Stagione           | Squadra            | Campionato         | Campionato | Campionato | Coppe nazionali | Coppe nazionali | Coppe nazionali | Coppe continentali | Coppe continentali | Coppe continentali | Altre coppe | Altre coppe | Altre coppe | Totale | Totale |
| Stagione           | Squadra            | Comp               | Pres       | Reti       | Comp            | Pres            | Reti            | Comp               | Pres               | Reti               | Comp        | Pres        | Reti        | Pres   | Reti   |
| ------------------ | ------------------ | ------------------ | ---------- | ---------- | --------------- | --------------- | --------------- | ------------------ | ------------------ | ------------------ | ----------- | ----------- | ----------- | ------ | ------ |
| 2012-2013          | River Plate        | PD                 | 9          | 2          | CA              | 0               | 0               | -                  | -                  | -                  | -           | -           | -           | 9      | 2      |
| 2013-2014          | River Plate        | PD                 | 29         | 0          | CA              | 0               | 0               | CS                 | 4                  | 0                  | -           | -           | -           | 33     | 0      |
| 2014               | River Plate        | PD                 | 2          | 0          | CA              | 1               | 0               | CS                 | 1                  | 0                  | -           | -           | -           | 4      | 0      |
| 2015               | River Plate        | PD                 | 11         | 0          | CA              | 0               | 0               | CL+CS              | 4+5                | 1+0                | Cmc+RS      | 2+0         | 0           | 22     | 1      |
| 2016               | River Plate        | PD                 | 9          | 0          | CA              | 0               | 0               | CL                 | 6                  | 0                  | -           | -           | -           | 15     | 0      |
| Totale River Plate | Totale River Plate | Totale River Plate | 60         | 2          |                 | 1               | 0               |                    | 20                 | 1                  |             | 2           | 0           | 83     | 3      |
| 2016-2017          | Basilea            | SL                 | 19         | 1          | CS              | 1               | 1               | UCL                | 6                  | 0                  | -           | -           | -           | 26     | 2      |
| 2017-2018          | Basilea            | SL                 | 15         | 0          | CS              | 3               | 0               | UCL                | 6                  | 0                  | -           | -           | -           | 24     | 0      |
| 2018-2019          | Basilea            | SL                 | 20         | 2          | CS              | 5               | 1               | UCL+UEL            | 2+4                | 0                  | -           | -           | -           | 31     | 3      |
| lug.-ago. 2019     | Basilea            | SL                 | 4          | 0          | CS              | -               | -               | UCL                | 4                  | 0                  | -           | -           | -           | 8      | 0      |
| Totale Basilea     | Totale Basilea     | Totale Basilea     | 58         | 3          |                 | 9               | 2               |                    | 22                 | 0                  |             | -           | -           | 89     | 5      |
| 2019-2020          | Club Bruges        | PL                 | 16         | 2          | CS              | 5               | 1               | UCL+UEL            | 5+1                | 0                  | -           | -           | -           | 27     | 3      |
| 2020-2021          | Club Bruges        | PL                 | 25         | 1          | CB              | 3               | 0               | UCL+UEL            | 4+2                | 0+0                | -           | -           | -           | 34     | 1      |
| 2021-2022          | Club Bruges        | PL                 | 29         | 1          | CB              | 3               | 2               | UCL                | 5                  | 0                  | SB          | 1           | 0           | 38     | 3      |
| 2022-gen. 2023     | Club Bruges        | PL                 | 9          | 0          | CB              | 0               | 0               | UCL                | 4                  | 0                  | -           | -           | -           | 13     | 0      |
| gen.-giu. 2023     | Schalke 04         | BL                 | 6          | 0          | CG              | 0               | 0               | -                  | -                  | -                  | -           | -           | -           | 6      | 0      |
| 2023-2024          | Club Bruges        | PL                 | 6          | 0          | CB              | 2               | 0               | UECL               | 3                  | 1                  | -           | -           | -           | 11     | 1      |
| Totale Club Bruges | Totale Club Bruges | Totale Club Bruges | 85         | 4          |                 | 13              | 3               |                    | 24                 | 1                  |             | 1           | 0           | 123    | 8      |
| Totale carriera    | Totale carriera    | Totale carriera    | 205        | 9          |                 | 23              | 5               |                    | 62                 | 2                  |             | 3           | 0           | 293    | 16     |

### Cronologia presenze e reti in nazionale
| Cronologia completa delle presenze e delle reti in nazionale ― Colombia | Cronologia completa delle presenze e delle reti in nazionale ― Colombia | Cronologia completa delle presenze e delle reti in nazionale ― Colombia | Cronologia completa delle presenze e delle reti in nazionale ― Colombia | Cronologia completa delle presenze e delle reti in nazionale ― Colombia | Cronologia completa delle presenze e delle reti in nazionale ― Colombia | Cronologia completa delle presenze e delle reti in nazionale ― Colombia | Cronologia completa delle presenze e delle reti in nazionale ― Colombia |
| Data                                                                    | Città                                                                   | In casa                                                                 | Risultato                                                               | Ospiti                                                                  | Competizione                                                            | Reti                                                                    | Note                                                                    |
| ----------------------------------------------------------------------- | ----------------------------------------------------------------------- | ----------------------------------------------------------------------- | ----------------------------------------------------------------------- | ----------------------------------------------------------------------- | ----------------------------------------------------------------------- | ----------------------------------------------------------------------- | ----------------------------------------------------------------------- |
| 5-3-2014                                                                | Cornellà de Llobregat                                                   | Colombia                                                                | 1 – 1                                                                   | Tunisia                                                                 | Amichevole                                                              | -                                                                       | 66’                                                                     |
| 31-5-2014                                                               | Buenos Aires                                                            | Colombia                                                                | 3 – 0                                                                   | Senegal                                                                 | Amichevole                                                              | -                                                                       | 66’                                                                     |
| 6-6-2014                                                                | Buenos Aires                                                            | Colombia                                                                | 3 – 0                                                                   | Giordania                                                               | Amichevole                                                              | -                                                                       | 46’                                                                     |
| 24-6-2014                                                               | Cuiabá                                                                  | Giappone                                                                | 1 – 4                                                                   | Colombia                                                                | Mondiali 2014 - 1º turno                                                | -                                                                       |                                                                         |
| 11-10-2014                                                              | Harrison                                                                | Colombia                                                                | 3 – 0                                                                   | El Salvador                                                             | Amichevole                                                              | -                                                                       |                                                                         |
| 8-9-2015                                                                | Harrison                                                                | Colombia                                                                | 1 – 1                                                                   | Perù                                                                    | Amichevole                                                              | -                                                                       | 66’                                                                     |
| 15-11-2016                                                              | San Juan                                                                | Argentina                                                               | 3 – 0                                                                   | Colombia                                                                | Qual. Mondiali 2018                                                     | -                                                                       | 59’                                                                     |
| 14-11-2017                                                              | Chongqing                                                               | Cina                                                                    | 0 – 4                                                                   | Colombia                                                                | Amichevole                                                              | -                                                                       | 75’                                                                     |
| 5-6-2022                                                                | Murcia                                                                  | Arabia Saudita                                                          | 0 – 1                                                                   | Colombia                                                                | Amichevole                                                              | -                                                                       | 46’ 78’                                                                 |
| Totale                                                                  |                                                                         | Presenze                                                                | 9                                                                       |                                                                         | Reti                                                                    | 0                                                                       |                                                                         |

## Palmarès

### Club

#### Competizioni nazionali
- Campionato argentino: 1

River Plate: 2013-2014
- Campionato svizzero: 1

Basilea: 2016-2017
- Coppa Svizzera: 2

Basilea: 2016-2017, 2018-2019
- Campionato belga: 4

Club Bruges: 2019-2020, 2020-2021, 2021-2022, 2023-2024
- Supercoppa del Belgio: 2

Club Bruges: 2022

#### Competizioni internazionali
- Copa Sudamericana: 1

River Plate: 2014
- Recopa Sudamericana: 1

River Plate: 2015
- Coppa Libertadores: 1

River Plate: 2015
- Coppa Suruga Bank: 1

River Plate: 2015